# Granville Waldegrave, III barone Radstock
Granville August William Waldegrave, III barone Radstock (Londra, 10 aprile 1833 – Parigi, 8 dicembre 1913), è stato un nobile e militare inglese.

## Biografia
Era l'unico figlio maschio di Granville Waldegrave, II barone Radstock, e di sua moglie, Esther Caroline Paget. Studiò all'Oxford University.

### Carriera
Dopo la laurea si arruolò nell'esercito e prese parte alla guerra di Crimea. Nel 1856 ereditò il titolo di Barone Radstock. Nel 1866, si ritirò dall'esercito con il grado di colonnello e professionalmente si impegnò in attività missionarie, in cui ha visitato molti paesi in Europa e India.
Nella primavera del 1874 viaggiò a San Pietroburgo, dove ha incontrato numerosi rappresentanti dell'aristocrazia russa. Organizzò incontri su argomenti spirituali e sermoni predicati in case private per una vasta gamma di ascoltatori.

## Matrimonio
Sposò, il 16 luglio 1858 a Londra, Susan Charlotte Calcraft (1833-1892), figlia di John Hales Calcraft e Lady Caroline Montagu. Ebbero nove figli:
- Granville Waldegrave, IV barone Radstock (1º settembre 1859-2 aprile 1937);
- Lady Catherine Waldegrave (1860-4 dicembre 1874);
- Lady Edith Caroline Waldegrave (1862-15 novembre 1925), sposò Arthur Fraser, non ebbero figli;
- Lady Mabel Waldegrave (1863-12 dicembre 1929);
- Lady Costance Waldegrave (1865-19 giugno 1945);
- un figlio (1866);
- Montague Waldegrave, V barone Radstock (15 luglio 1867-17 settembre 1953);
- Lord John Waldegrave (30 dicembre 1868-4 aprile 1901);
- Lady Mary Waldegrave (1871-?), sposò Edwyn Bevan, non ebbero figli.

## Morte
Morì l'8 dicembre 1913, all'età di 80 anni, a Parigi.

## Ascendenza
|                                           |                   |                              | Genitori                          |  |  | Nonni |  |  | Bisnonni                              |  |  | Trisnonni                            |  |
|                                           |                   |                              |                                   |  |  |       |  |  | John Waldegrave, III conte Waldegrave |  |  | James Waldegrave, I conte Waldegrave |  |
|                                           |                   |                              |                                   |  |  |       |  |  | John Waldegrave, III conte Waldegrave |  |  | James Waldegrave, I conte Waldegrave |  |
|                                           |                   | Mary Webbe                   |                                   |  |  |       |  |  | John Waldegrave, III conte Waldegrave |  |  |                                      |  |
| William Waldegrave, I barone Radstock     |                   |                              |                                   |  |  |       |  |  | John Waldegrave, III conte Waldegrave |  |  |                                      |  |
|                                           |                   | Lady Elizabeth Leveson-Gower | John Leveson-Gower, I conte Gower |  |  |       |  |  |                                       |  |  |                                      |  |
|                                           |                   | Lady Elizabeth Leveson-Gower | John Leveson-Gower, I conte Gower |  |  |       |  |  |                                       |  |  |                                      |  |
|                                           |                   | Lady Elizabeth Leveson-Gower | Lady Evelyn Pierrepont            |  |  |       |  |  |                                       |  |  |                                      |  |
| Granville Waldegrave, II barone Radstock  |                   | Lady Elizabeth Leveson-Gower |                                   |  |  |       |  |  |                                       |  |  |                                      |  |
|                                           |                   | David George van Lennep      | George van Lennep                 |  |  |       |  |  |                                       |  |  |                                      |  |
|                                           |                   | David George van Lennep      | George van Lennep                 |  |  |       |  |  |                                       |  |  |                                      |  |
|                                           |                   | David George van Lennep      | Hester van Halmael                |  |  |       |  |  |                                       |  |  |                                      |  |
| Cornelia Jacoba van Lennep                |                   | David George van Lennep      |                                   |  |  |       |  |  |                                       |  |  |                                      |  |
|                                           |                   | Anna Maria Leijtstar         | Johan Justinus Leytstar           |  |  |       |  |  |                                       |  |  |                                      |  |
|                                           |                   | Anna Maria Leijtstar         | Johan Justinus Leytstar           |  |  |       |  |  |                                       |  |  |                                      |  |
|                                           |                   | Anna Maria Leijtstar         | Johanna Maria de la Fontaine      |  |  |       |  |  |                                       |  |  |                                      |  |
| Granville Waldegrave, III barone Radstock |                   | Anna Maria Leijtstar         |                                   |  |  |       |  |  |                                       |  |  |                                      |  |
|                                           | John Philip Puget | John Puget                   |                                   |  |  |       |  |  |                                       |  |  |                                      |  |
|                                           | John Philip Puget | John Puget                   |                                   |  |  |       |  |  |                                       |  |  |                                      |  |
|                                           | John Philip Puget | Mary Du Common               |                                   |  |  |       |  |  |                                       |  |  |                                      |  |
| John David Puget                          | John Philip Puget |                              |                                   |  |  |       |  |  |                                       |  |  |                                      |  |
|                                           |                   | Esther Dunn                  | James Dunn                        |  |  |       |  |  |                                       |  |  |                                      |  |
|                                           |                   | Esther Dunn                  | James Dunn                        |  |  |       |  |  |                                       |  |  |                                      |  |
|                                           |                   | Esther Dunn                  | …                                 |  |  |       |  |  |                                       |  |  |                                      |  |
| Esther Caroline Paget                     |                   | Esther Dunn                  |                                   |  |  |       |  |  |                                       |  |  |                                      |  |
|                                           |                   | James Hawkins                | John Hawkins                      |  |  |       |  |  |                                       |  |  |                                      |  |
|                                           |                   | James Hawkins                | John Hawkins                      |  |  |       |  |  |                                       |  |  |                                      |  |
|                                           |                   | James Hawkins                | 29 madre di 14                    |  |  |       |  |  |                                       |  |  |                                      |  |
| Catherine Hawkins                         |                   | James Hawkins                |                                   |  |  |       |  |  |                                       |  |  |                                      |  |
|                                           |                   | Catherine Keene              | Gilbert Keene                     |  |  |       |  |  |                                       |  |  |                                      |  |
|                                           |                   | Catherine Keene              | Gilbert Keene                     |  |  |       |  |  |                                       |  |  |                                      |  |
|                                           |                   | Catherine Keene              | Alice Whitshed                    |  |  |       |  |  |                                       |  |  |                                      |  |
|                                           |                   | Catherine Keene              |                                   |  |  |       |  |  |                                       |  |  |                                      |  |